# Rossa (Italie)
Rossa est une commune de la province de Verceil dans le Piémont en Italie.

## Administration
| Période                                  | Période  | Identité               | Étiquette | Qualité |
| ---------------------------------------- | -------- | ---------------------- | --------- | ------- |
| 14 juin 2004                             | En cours | Gian Paolo De Dominici |           |         |
| Les données manquantes sont à compléter. |          |                        |           |         |

### Communes limitrophes
Balmuccia, Boccioleto, Cervatto, Cravagliana, Fobello, Rimasco